# اسکای‌هوک جی‌اچ‌ال-۴۰
اسکای‌هوک جی‌اچ‌ال-۴۰ (به انگلیسی: SkyHook JHL-40) یک کشتی هوایی/ بالگرد از نوع بالابر است که در کارخانهٔ بوئینگ در حال ساخت است.